# Тезиков, Павел Александрович
Павел Александрович Тезиков (10 сентября 1905, Юрино, Нижегородская губерния — 2 февраля 1944, Софиевский район, Днепропетровская область) — сержант Рабоче-крестьянской Красной армии, участник Великой Отечественной войны, Герой Советского Союза (1944).

## Биография
Родился 10 сентября 1905 года в посёлке Юрино (ныне — Марий Эл). После окончания начальной школы работал слесарем.
В 1942 году Тезиков был призван на службу в Рабоче-крестьянскую Красную армию. С июня того же года — на фронтах Великой Отечественной войны.
К январю 1944 года сержант Павел Тезиков командовал отделением связи 1147-го стрелкового полка 353-й стрелковой дивизии 46-й армии 3-го Украинского фронта. Отличился во время освобождения Днепропетровской области Украинской ССР. 1 января 1944 года Тезиков поддерживал связь между подразделениями, державшими оборону на высоте в районе села Назаровка Софиевского района, оперативно устраняя повреждения кабеля, лично участвовал в отражении восьми немецких контратак. Когда в строю из всех защитников высоты осталось лишь три человека (Гредин, Тезиков и Слесаренко), Тезиков и Гредин вызвали артиллерийский огонь на себя, тем самым сумев удержать высоту. 2 февраля 1944 года Павел Тезиков погиб в бою у хутора (ныне село) Жёлтое Софиевского района Днепропетровской области, на подступах к Кривому Рогу, похоронен в братской могиле в селе Жёлтое.
Указом Президиума Верховного Совета СССР от 19 марта 1944 года сержант Павел Тезиков посмертно был удостоен высокого звания Героя Советского Союза. Также посмертно был награждён орденом Ленина.
Был также награждён рядом медалей, в том числе медалью «За боевые заслуги».

## Память
- Памятная доска в память о Тезикове установлена Российским военно-историческим обществом на здании Юринской средней школы Юринского района, где он учился.
- В честь Тезикова названа улица и установлен бюст в Юрино.